# Liste der Baudenkmäler in Arrach
Auf dieser Seite sind die Baudenkmäler in der Oberpfälzer Gemeinde Arrach zusammengestellt. Diese Tabelle ist eine Teilliste der Liste der Baudenkmäler in Bayern. Grundlage ist die Bayerische Denkmalliste, die auf Basis des Bayerischen Denkmalschutzgesetzes vom 1. Oktober 1973 erstmals erstellt wurde und seither durch das Bayerische Landesamt für Denkmalpflege geführt wird. Die folgenden Angaben ersetzen nicht die rechtsverbindliche Auskunft der Denkmalschutzbehörde.
 Die Liste gibt den Fortschreibungsstand vom 3. Juli 2018 wieder und umfasst neun Baudenkmäler.

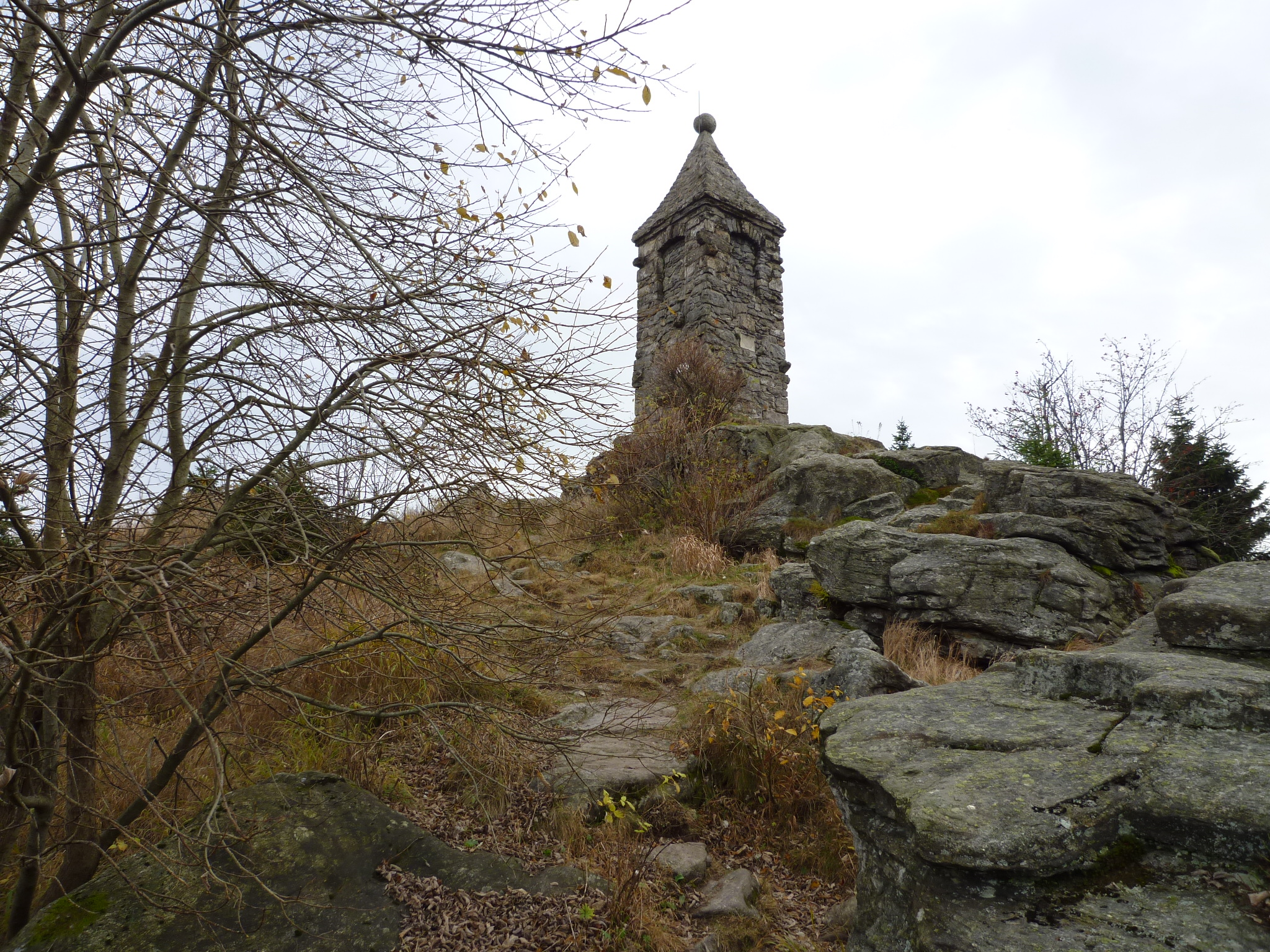
Waldschmidt-Denkmal auf dem Großen Riedelstein

## Baudenkmäler nach Ortsteilen

### Arrach
| Lage                         | Objekt                              | Beschreibung | Akten-Nr.              | Bild |
| ---------------------------- | ----------------------------------- | --- | ---------------------- | ---- |
| Nähe Lamer Straße (Standort) | Scheune, sogenannter Wirtsstadl     | Giebelständiger Flachsatteldachbau, symmetrisch angelegte Ständerkonstruktion (4/4-Typ mit Mitteltenne), bezeichnet mit „1808“, mit um 1870/80 aufgesteiltem Satteldach. | D-3-72-113-14 Wikidata | BW   |
| Wastlhof 1 (Standort)        | Waldlerhaus, sogenannter Wastl-Gang | Eingeschossiger Blockbau mit Flachsatteldach, Kniestock und Giebelschrot, Stall ausgemauert, 18./19. Jahrhundert                                                         | D-3-72-113-3 Wikidata  | BW   |
| Zum Wastlhof 7 (Standort)    | Waldlerhaus, sogenannter Wastl-Toni | Eingeschossiger und traufständiger Blockbau mit Flachsatteldach, Kniestock und Giebelschrot, 18./19. Jahrhundert.                                                        | D-3-72-113-4 Wikidata  | BW   |

### Drittenzell
| Lage                     | Objekt      | Beschreibung | Akten-Nr.             | Bild        |
| ------------------------ | ----------- | --- | --------------------- | ----------- |
| Drittenzell 1 (Standort) | Waldlerhaus | Zweigeschossiger und traufständiger Blockbau mit Flachsatteldach und Giebelschrot, erste Hälfte 19. Jahrhundert. | D-3-72-113-5 Wikidata | Waldlerhaus |

### Eck
| Lage                   | Objekt                                                                | Beschreibung | Akten-Nr.              | Bild           |
| ---------------------- | --------------------------------------------------------------------- | --- | ---------------------- | -------------- |
| Kaitersberg (Standort) | Denkmal für den Heimatdichter Maximilian Schmidt, genannt Waldschmidt | Schlanker Turm über quadratischem Grundriss mit Pyramidendach und Kugelbekrönung, Bruchstein, 1909 von Georg von Hauberrisser, Inschrifttafel 1974 erneuert. | D-2-76-113-58 Wikidata | weitere Bilder |

### Haibühl
| Lage                        | Objekt                                                                    | Beschreibung | Akten-Nr.             | Bild           |
| --------------------------- | ------------------------------------------------------------------------- | ------------ | --------------------- | -------------- |
| Kirchenstraße 29 (Standort) | Historische Ausstattung in der 1977 neu erbauten Pfarrkirche St. Wolfgang |              | D-3-72-113-9 Wikidata | weitere Bilder |

### Ottenzell
| Lage                        | Objekt                                              | Beschreibung | Akten-Nr.             | Bild |
| --------------------------- | --------------------------------------------------- | --- | --------------------- | ---- |
| Kreuzwegstraße 1 (Standort) | Katholische Wallfahrtskirche Maria Schmerzensmutter | Kreuzförmiger Saalbau mit halbrunder Apsis, Walmdach und Dachreiter mit Zwiebelhaube, barockisierend, 1926/28; mit Ausstattung. An der Grenze zum Ortsteil Kolmstein des Marktes Neukirchen beim Heiligen Blut. | D-3-72-113-2 Wikidata | BW   |

### Ottmannszell
| Lage                      | Objekt                     | Beschreibung | Akten-Nr.              | Bild |
| ------------------------- | -------------------------- | --- | ---------------------- | ---- |
| Ottmannszell 1 (Standort) | Zugehöriger Getreidekasten | Unterkellerter zweigeschossiger Blockbau mit umlaufendem Schrot und Walmdach, mit Malereiresten, bezeichnet mit „1612“. | D-3-72-113-13 Wikidata | BW   |

### Stadlern
| Lage                  | Objekt                     | Beschreibung                                                                                  | Akten-Nr.              | Bild |
| --------------------- | -------------------------- | --------------------------------------------------------------------------------------------- | ---------------------- | ---- |
| Stadlern 1 (Standort) | Zugehöriger Getreidekasten | Zweigeschossiger Blockbau mit umlaufendem Schrot und überstehendem Walmdach, 17. Jahrhundert. | D-3-72-113-12 Wikidata | BW   |